# نشان رسمی کره جنوبی
نشان ملی جمهوری کره (هانگول: 대한민국의 국장 / Hanja: 大韓民國의 國章) از نماد تیگوک (taeguk) تشکیل است. این نشان در پرچم ملی کره توسط پنج گلبرگ احاطه و تلطیف شده و کتیبه‌ای از نام رسمی کشور «جمهوری کره» (Daehan Minguk) با حروف هانگول به صورت یک روبان نشان را دربر گرفته است. تیگوک نشان دهنده صلح و آرامش است. پنج گلبرگ مربوط به گل ملی کره ختمی درختی یا رز شارون (mugunghwa (무궁화/無窮花) است. این نشان در سال ۱۹۶۳ به تصویب رسید.

نشان رسمی کره جنوبی - ۱۹۴۸-۱۹۶۳
مهر رئیس جمهوری کره با دو فونیکس یا ققنوس رو در روی یکدیگر پیرامون یک گل رز شارون.
تیگوک تلطیف شده، نشان ملی دولتی
نشان نخست وزیری جمهوری کره. رز شارون محصور توسط گلبرگ‌های دیگر.
نشان مجلس ملی جمهوری کره. کلمه "국회" به معنی «مجلس ملی» (gukhoe / 國會 در هانجا) با حروف هانگول در مرکز یک گل رز شارون به نظر می‌رسد.